# Estación Praça XV (CCR Barcas)
La estación Praça XV es un terminal hidroviário de pasajeros ubicado en el Centro de la ciudad de Río de Janeiro, Brasil. Se ubica en la Plaza Quince de Noviembre que le da su nombre. Posibilita la integración con la Parada Praça XV del VLT Carioca y está operada por CCR Barcas.
Fue construida entre 1904 y 1912. En los tres edificios que componen el complejo funcionan la estación de pasajeros, el centro de control operacional de CCR Barcas; oficinas administrativas de la empresa, algunas tiendas y áreas de servicios auxiliares.